# هزاره (فیلم)
هزاره (انگلیسی: Millennium) فیلمی در ژانر علمی–تخیلی به کارگردانی مایکل اندرسون است که در سال ۱۹۸۹ منتشر شد. از بازیگران آن می‌توان به کریس کریستوفرسون، شریل لاد، تیموتی وبر و رابرت جوی اشاره کرد.